# 雇用保険説明会
雇用保険説明会（こようほけんせつめいかい）とは、雇用保険（求職者給付）を受給する際、公共職業安定所に求職申込（離職票提出）を行ってから第1回目の失業認定日までの期間に受講するものとされる。
通常は、求職申込日以降2～3週間後に設定される。

## 対象
- 65歳以上の年齢で離職し、失業の状態にある者（「高年齢求職者給付金」の対象となる者）
- 季節労働に従事することを常態とする者が失業の状態にある者（「短期雇用特例受給資格者」）

日雇い労働に従事する者である「日雇労働被保険者」については雇用保険説明会への出席は要求されない。

## 内容
雇用保険の受給資格がある者であることを証明する書類である「雇用保険受給資格者証」やその他必要書類の交付を受けた後、雇用保険制度について説明したDVD（35分程度）が上映され、公共職業安定所職員（通常、係長、課長級の者が担当する）者が窓口への出頭時間、公共職業安定所の利用方法についての説明を行うものとされる。
雇用保険制度や受給手続についての説明と再就職あっせんという意味での公共職業安定所の利用方法の説明の2部構成となっており、特に後者を「初回講習」と呼んで区別することがある。
雇用保険制度についての説明と「初回講習」を別々の日に設定し、その両方に来所することを指示する公共職業安定所も存在する。「初回講習」は、雇用保険の認定要件である「求職活動」の一種とされている。
雇用保険法上、雇用保険説明会を受けなければ求職者給付を受けることはできないと定められている訳ではない。